# Федулова, Екатерина Олеговна
Екатерина Олеговна Федулова (род. 5 ноября 1979, Люберцы) — российская актриса театра и кино.

## Биография[1]
Екатерина Федулова родилась 5 ноября 1979 года в Люберцах. 
Детские и юношеские годы
Родилась в творческой семье. Отец – художник, мать – инженер-технолог. У Екатерины есть старшая сестра Анна. Обе девочки были увлекающимися натурами, посещали многочисленные кружки и секции. Когда взрослые задавали Кате вопрос о выборе будущей профессии, девочка всерьез отвечала, что будет лесником. Она очень любила природу, животных и совсем не любила уроки игры на фортепиано. Но бабушка была строга, она заставляла внучку репетировать и оттачивать мастерство. Кроме того, девочка занималась верховой ездой.
В кино Екатерина попала случайно. Когда ей было 11 лет, старшая сестра увидела объявление о наборе детей на кастинг фильма. Катя прошла конкурс и попала на площадку, где снимался фильм «Свистун». Именно тогда девочка поняла, что хочет связать свою судьбу с кинематографом. К сожалению, родители не дожили до того момента, когда их дочь прославилась. Сначала из-за тяжелой болезни ушла из жизни мама. А всего через месяц в аварии погиб отец. Опекуном Кати стала старшая сестра.
Поступление в театральный институт растянулось на 4 года – все попытки оказались безуспешными. Но девушка не сдавалась. К очередным экзаменам она готовилась в перерыве между работой, которой было немало. Екатерина была официанткой, продавцом выпечки, офисным секретарем. Она все же стала студенткой театрального института. В 2004 году Екатерина окончила Международный славянский институт, актерский факультет. А через два года она сыграла свою звездную роль – диджея на радио Машу. Чтобы лучше вжиться в образ, актриса на самом деле устроилась на радиостанцию.
Личная жизнь
Екатерина познакомилась с оператором Петром Духовским. В 2012 году у пары родился сын Федор.
Семья любит путешествовать. Особенно запомнилась актрисе поездка в Аргентину.

## Признание и награды
- MTV 2007 — Лучшая женская роль (Маша — «Питер FM»)

## Творчество

### Роли в театре
- «Учиться, учиться, учиться…»
- «Верх тормашки»
- «Москва — Открытый город»

### Фильмография
- 1993 — Свистун
- 2000—2006 — Марш Турецкого
- 2002 — Русские амазонки — Маша
- 2005 — Туристы — Маша
- 2005 — Казус Кукоцкого — вторая Валя
- 2006 — Питер FM — Маша
- 2007 — Сорок — Настя
- 2007 — Искушение — Женя, девушка Саши
- 2009 — Гувернантка — Нина
- 2009 — Десантура. Никто, кроме нас — Наташа, подруга Юлии, невеста Суморокова
- 2009 — Ласковый май — Лиля, девушка Андрея Разина
- 2009 — Лапушки — Рита, следователь
- 2011 — Ночь на закате лета — Конни (озвучивание)
- 2011 — Возвращение домой — Саша
- 2011 — Операция «Горгона» — Люба Комарова
- 2011 — Опережая выстрел — Ирина Голикова
- 2013 — Курьер из рая
- 2014 — Раскоп
- 2014 — В бегах
- 2015 — Временно недоступен — Валерия Ивлева
- 2016 — К тёще на блины — Марина
- 2017 — Это наши дети — Ольга
- 2019 — Тень за спиной — Елена Пахомова
- 2020 — Гипноз
- 2022 — Скорая помощь, 5 сезон — Вероника Соловьёва, врач
- 2023 — Цербер — дворовая баба
- 2024 — Мой любимый чемпион — подруга мамы Саши

### Съемки в клипах
- Трофим, клип на песню «Умничка»
- Город 312, клип на песню «Вне зоны доступа»